# Người đến từ Boulevard des Capuchines
Người từ Boulevard des Capuchines (tiếng Nga: Человек с бульвара Капуцинов) là một bộ phim Viễn Tây Đỏ do Alla Surikova đạo diễn, được xuất phẩm vào ngày 23 tháng 6 năm 1987 tại rạp Mir (Moskva) và đạt tỉ suất 60 triệu lượt khán giả.

## Nội dung
Những năm cuối thế kỷ XIX đầu thế kỷ XX, ở Paris, ông Johnny Cả tình cờ ghé rạp chiếu bóng của anh em Lumière ở Boulevard des Capuchines và phát hiện ra tiềm năng lớn của điện ảnh. Ông quyết định lĩnh vai sứ giả điện ảnh tới Viễn Tây hoang dã với ý tưởng mở một rạp chiếu phim câm. Hành trang của ông chỉ là cuốn lịch sử điện ảnh dày cộp và phong thái quân tử lịch lãm.
Thế giới Viễn Tây hoàn toàn rẻ mạt cả về giá cả và sinh hoạt. Hàng ngày, người ta chán ngán tới mức phải tìm trò giải trí bằng cách say khướt, đồi trụy và sát phạt lẫn nhau. Trên đường đi, chiếc xe khách bị đảng cướp Jack Hắc tấn công và vòi tiền, Johnny mời Jack đóng góp cho sự phát triển còn dang dở của điện ảnh, y cho là trò đùa và bỏ đi.
Tới thị trấn Santa Carolina, Johnny Cả gây kinh ngạc cho cả tửu điếm chỉ bằng một thủ pháp dung dị, đến nàng Diana Little nức danh kiêu kì cũng đổ mê ông. John kết thân được với Billy King và Martin - những gã rỗi việc tối ngày say bét nhè, khiến họ thành trợ thủ đắc lực. Ông kí giao kèo chiếu phim miễn phí với chủ điếm Harry McCue - một kẻ khôn ngoan và bẩn tính. Trong khi đó, đức linh mục Adams đi khắp nơi rao giảng nỗi nguy hại của điện ảnh hòng phá sứ mạng của Johnny Cả, mà kì thực vì ghen Johnny với Diana.
Điện ảnh của ông Cả làm đổi hẳn phong tục địa phương: Thay vì nốc rượu, ai nấy chuyển sang uống sữa; họ học phép xã giao lịch thiệp để trở thành quý ông được các bà các cô tôn trọng. Nhưng dẫu rất yêu điện ảnh, Harry nhận ra rằng, lâu dần y chỉ lỗ vốn và có ngày sập tiệm vì điện ảnh. Nghe đức cha xúi, Harry mượn đêm đen đốt nhà kho trữ phim. Còn linh mục Adams cũng đi kêu gọi đàn bà trong thị trấn tẩy chay Johnny vì ông "mang linh hồn quỷ dữ" và khiến "những người chồng những người cha trụy lạc". Đáp lại, phụ nữ hùa nhau công kênh Johnny Cả đòi quyền được coi phim. Âm mưu của thầy trò Adams coi như hỏng bét.
Trong một hôm hẹn hò với Diana, Johnny bị người Man bắt cóc. Quân Man tràn vào thị trấn, dân trong trấn bảo nhau đem hết súng ra kháng cự, rốt cuộc thất bại. Tù trưởng Man và phu nhân dẫn con trai tiến vào tửu điểm, Diana tưởng mình sắp bị bắt về làm lẽ tù trưởng, nào ngờ lão chỉ rút hai đồng kẽm ra xin coi phim, đồng thời cấm đứa con to tồng ngồng vào coi vì "chưa đến tuổi". Họ trả ông Cả về cho Diana vì trước đó chỉ mời Johnny quá bộ ghé trại chơi.
Harry lại bỏ tiền ra thuê Jack Hắc giết ông Cả. Jack Hắc cải trang rồi bắt cóc Johnny, Billy King ra tay cứu nhưng bất thành. Dù tuyên bố là làm việc này trong tâm trạng "không vui lắm" nhưng Jack vẫn bắn ông Cả. Lúc hấp hối, Johnny chỉ xin được coi phim. Trước sự kinh ngạc của bao người, việc coi phim hóa ra là liều thuốc hồi sinh ông Cả. Jack Hắc cũng đứng ngó phim qua cửa sổ.
Lành bệnh, Johnny cưới Diana rồi đưa nàng tạm rời thị trấn hưởng tuần trăng mật. Họ vừa lui gót thì có khách lạ vào trấn. Người này tự xưng ông Thứ và đem theo phim mới. Ông ta lập tức đòi kí giao kèo chiếu phim với Harry MacCue.
Ngày trở lại, Johnny Cả bàng hoàng vì thị trấn lại tan hoang như cũ, đâu đâu cũng tái diễn say khướt, đồi trụy và sát phạt tàn nhẫn, có khi còn ghê hơn. Dân trong trấn bị ông Thứ đầu độc bằng thứ điện ảnh hạ đẳng chỉ toàn bạo lực và dâm ô. Nhờ lèo lái được thị hiếu dân trấn, ông Thứ tự phong làm cảnh trưởng. Ông Cả buồn bã bỏ ra thảo nguyên, định bụng đi khắp Viễn Tây tiếp tục thực hiện lí tưởng đời mình - chiếu phim giáo hóa. Vừa hay, ông chạm trán Jack Hắc, nhưng y chỉ ngỏ ý xin được phụng hiến phần đời còn lại cho điện ảnh. Đàng xa, Diana cũng chạy theo sau khi thoát mục sư Adams dâm đãng. Bộ ba hân hoan ra đi thực hiện lí tưởng đã chọn.
Ở tửu điểm, Billy King cuối cùng cũng nhận ra sự khác biệt phim cũ phim mới. Y bèn chạy ra gọi Johnny quay lại, nhưng hoàn toàn vô vọng.

## Kĩ thuật
Phim được thực hiện tại Krym mùa hè và mùa thu năm 1986.

### Sản xuất
- Điều phối: Vladimir Dudin
- Phụ tá: Anatoly Avshalumov, Yury Kryuchkov
- Thiết kế: Yevgeny Markovich
- Phục trang: Svetlana Bashlykova
- Hóa trang: Vsevolod Zhelmanov
- Hòa âm: Oleg Zilbershteyn
- Hòa nhạc: Minna Blank, Sergey Skripka
- Hiệu ứng: Albert Rudachenko, Viktor Zhanov
- Vũ đạo: S. Voskresenskaya
- Đóng thế: A. Aristov, Nikolay Astapov, Natalya Daryeva, William de Vital, A. Filatov, Aleksandr Gorbachyov, V. Grigoryev, Aleksandr Inshakov, Konstantin Kishchuk, Oleg Korytin, Valery Kudryashov, V. Kurbatov, V. Leskov, Andrey Lipilin, Aleksey Lubny, Aleksandr Ognyanov, Nikolay Pavlyuk, Vasily Shlykov, Aldo Tammsaar, V. Ushanov, Sergey Vorobyov, V. Zaytsev, Aleksandr Zhiznevsky

### Diễn xuất
- Andrey Mironov... Johnny First (ông Cả)
- Aleksandra Yakovleva... Diana Little (giọng ca Larisa Dolina)
- Nikolay Karachentsov... Billy King
- Oleg Tabakov... Harry McCue
- Mikhayl Boyarsky... Jack Hắc
- Igor Kvasha... Đức cha Adams
- Lev Durov... Chủ trại hòm
- Semyon Farada... Lão Thompson
- Galina Polskikh... Mụ Thompson
- Aleksandr Pavlov... Hugh
- Natalya Krachkovskaya... Conchita
- Spartak Mishulin... Tù trưởng Man tộc
- Natalya Fateyeva... Tù trưởng phu nhân
- Albert Filozov... Ông Thứ
- Mikhayl Svetin... Chủ nhà thuốc
- Leonid Yarmolnik... Martin Chột
- Borislav Brondukov... Danly - gã du đãng
- Yury Dumchev... Lông Trắng - tù trưởng đích tử
- Oleg Anofryev... Nhạc công dương cầm
- Mikheil Kherkheulidze... Edwood
- Igor Vorobyov... Bully
- Anton Tabakov... Usher
- Aleksandr Inshakov... Cao bồi
- Nikolay Astapov... Cao bồi
- Aleksandr Malyshev
- M. Bulatova
- Valery Lysenkov... Sammy - xà ích
- Anatoly Kalmykov... Hành khách
- Nikolay Sysoyev
- Aleksandr Slastin
- Sergey Mikulsky... Chiến binh Man
- Boris Ivanov... Cao bồi
- Piret Myangel... Vũ nữ
- Aleksandr Ognyanov... Chico
- Dmitry Zolotukhin... Tên cướp
- Pavel Abdalov
- Svetlana Andropova
- Oleg Bannikov
- Nikolay Debero
- Dmitry Demyanenko
- Nikolay Ferapontov
- Aleksandr Gorbachyov
- Vladimir Korovkin
- Yevgeny Kuleshov
- Yury Shumilo
- Sergey Vorobyov

## Văn hóa
Bộ phim được khởi quay ở năm thứ nhì cải tổ, lúc này chính phủ Liên Xô đang tích cực xúc tiến lệnh cấm rượu và cả gợi ý uống rượu. Do đó, khi đệ kịch bản lên Ủy ban Quốc gia Điện ảnh xin xét duyệt, nhan đề sơ khởi Mười giọt trước khi bắn (Десять капель перед стрельбой / Theo câu nói của nhân vật chủ nhà thuốc do Mikhayl Svetin diễn) phải đổi thành Người từ Boulevard des Capuchines (Человек с бульвара Капуцинов). Sau đó, các nhà chế tác còn mở một cuộc thi đặt nhan đề mới cho phim, nhưng rốt cuộc vẫn giữ lại tên cũ.